# COMBINATION
『COMBINATION』（コンビネーション）は、聖りいざ（現：伊庭竹緒）による日本の漫画作品。旧版の初版発行時にCLAMPの名前も明記されていたが、再開後は聖りいざのみとなった。
1991年から1992年に少女漫画雑誌「バル・プリティ」（光文社）にて連載され、全2巻で完結するも、根強い人気に伴い、1996年より光文社にて連載再開。2006年現在6巻まで刊行されている。
なお、光文社6巻分と、「COMBINATION　F（A/U）N　BOOK」に掲載された内容をまとめた新装版が2009年に小学館クリエイティブから全3巻で刊行された。
また、続編「COMBINATION exhibition」が携帯コミックで配信されたが、こちらも現在は更新が止まっている。
連載中断となる前の雑誌掲載時は、羽柴が澤田邸に乗り込むも返り討ちに遭い、彼の殴り込み自体を揉み消されて姿を消すという後味の悪い、救いのない結末だった。再開が決定して以降、野添に誘われて内調に移って澤田を追い続ける設定に変更された。

## あらすじ
捜査2課に配属された新人・佐々木圭司と捜査2課の問題児・羽柴茂光が上司の命を受けてコンビを組み、澤田代議士の悪事を暴くため、羽柴の知人で内閣調査室の野添陽子や佐々木の学生時代の同級生で財閥のナンバー2である妹之山続の協力を得ながら昼夜を問わずに街を駆ける。
ある日、澤田の息子・澤田俊郎が外国のマフィアに追われて逃亡していたところに行き会った羽柴は彼を助け、佐々木や続に引き合わせる。しかし、それがきっかけで彼らは国内外を水面下で騒がせている「P・ウイルス」なるモノの存在を知り、世界的な事件に巻き込まれていく。

## 登場人物
声優名があるものは、ドラマCDにおけるキャスト。

### 警視庁・内閣調査室関係者
羽柴茂光（はしば しげみつ）
声 - 山寺宏一
主人公。警視庁捜査二課に所属する刑事。第1巻時点で26歳。警視庁捜査二課始まって以来の問題児。屋良課長の命を受け、佐々木と組む。お調子者で、普段の軽い言動は本音を隠すためのポーカーフェイス。かけている眼鏡は実は伊達眼鏡。
爆破事故で怪我をした佐々木とのコンビを解消して、謹慎期間中に単身澤田代議士邸に乗り込むも、以前負った怪我が癒えきっておらず、ボディーガードにボロボロにされた挙げ句、右手を拳銃で撃たれ、潰される。以降は右手のみ、指の半ばまでしかない手袋をしている。新たな怪我と治りきっていないそれを治療中に、見舞いに来た野添陽子の誘いに乗り、澤田代議士を追い続けるため、「内閣調査室」に移る（表向きは懲戒免職）。
実は出自が原因の複雑な家庭環境で育っており、昼は優等生、夜は繁華街をうろつきタバコも吸う不良という2重生活を送っていた高校時代にとある事件に巻き込まれ、その折に刑事・伊達誠司と関わる。彼の言葉がきっかけで警察官を志望しており、野添曰く「伊達には素直に懐いていた」。二十歳の誕生日に伊達から貰ったライターを大切にしていて、現在は相棒・佐々木に預けている。佐々木とコンビを組む3年ほど前に伊達と組んで澤田代議士を追い、自身の浅慮が引き起こした事態において伊達に庇われて彼を死なせてしまった過去から「大切なもの」を作らないようにしていた。コンビとか表立った関係が無ければ相手にとって自身は大切ではなくなると思い込み、身軽でいつでも命を捨てられると考えていた。
2月14日生まれ。179cm、79kg。AB型。趣味はビリヤード。特技は射撃、マジック、落語。所持拳銃はコルト・ガバメント。
佐々木圭司（ささき けいじ）
声 - 小杉十郎太
父は現警視総監、兄は捜査一課課長という警察官のサラブレッド。第1巻時点で22歳。生真面目・寡黙な性格で同僚の女性たちには人気がある。CLAMP学園大学部の医学部出身、上級公務員試験も上位合格でありながら行政機関ではなく警視庁入りした変り種で、羽柴の骨折した腕の応急処置をしたこともある。感情があまり表に出ない。
特進組として警視庁捜査二課に配属され、羽柴と組む。それ以来羽柴のストッパー役で、羽柴から信頼の証のようにライターを受け取る（自身はタバコを吸わない）。羽柴のことは、当初「苦手なタイプ」だと思っていたが、刹那的な思考回路や自分と近い考え方を垣間見てからは「自分と違い、守るべきものがなかっただけ」で「本質的には同類」だと思っている。妹之山続の同居人で家事一般をこなし、彼に対しては態度が変わる。そのため「大きな茶色の犬」あるいは「忠犬」に例えられることもある。
羽柴が謹慎中に澤田代議士のもとに乗り込んだことを咎められて表向きの懲戒免職処分になると同時に、爆破事故で受けた怪我の治療（羽柴を連れ戻すため、安静にするよう言われているにもかかわらず、病院を抜け出していた）の名目で1ヶ月の謹慎処分と3ヶ月の減俸、捜査一課への異動処分を受ける。
幼い頃から寡黙で、母が病がちだったため祖父母の許で育ったが、両親の許に戻った後は気を使っている訳ではないのに、祖父母の許でやっていたように手伝いなどをすると、子供らしくしていれば良いんだと注意されていた。兄とも年が離れており、家族と離れて育ったためか、幼い頃から「自分の居場所はここではない」と感じており、高校卒業を期に家を出て続と同居している。
4月29日生まれ。185cm、80kg。O型。趣味は料理。特技は暗記。所持拳銃はS&W357コルトパイソン。
屋良（やら）
声 - 屋良有作
羽柴&佐々木の直属の上司。彼らがいた頃は、羽柴のおちゃらけた言動に悩まされていた。無茶な捜査をする羽柴の尻拭いをしたこと多数。
佐々木圭一（ささき けいいち）
圭司の兄にして捜査一課課長であり、警視。以前羽柴と組んでいたため、羽柴と付き合うのが大変なことは知っている。弟思いの妻帯者。両親と共に弟を大切に思っているが、子供らしい子供という型に押し込めようとしていたことに気づかず、圭司を孤立させてしまっていた。
3月23日生まれ。182cm、80kg。O型。趣味は釣り。特技は弟の表情を読むこと。基本的に拳銃は持たない。
野添陽子（のぞえ ようこ）
内閣調査室に所属する女性で、3巻目では「主幹」と呼ばれる。伊達誠司の婚約者だったため、高校時代からの羽柴をよく知っている。よく羽柴をちくちくと（言葉で）突付いて遊ぶ。
羽柴が単身澤田代議士の下へ乗り込んだのと前後して入院中の佐々木と知り合い、以降は羽柴を共通の友人とする友人関係に。
8月17日生まれ。157cm、50kg。O型。趣味は身体を鍛えること。特技は料理、ハイヒールダッシュ。所持拳銃はCz75コンパクト。
伊達誠司（だて せいじ）
刑事。高校生の頃の羽柴が偶然巻き込まれた事件を追う過程で保護対象とした羽柴と関わる。当時25歳。
割とあっけらかんとした性格で、共に死線を潜り抜けた羽柴を「ダチ」と呼んだ。また当時の羽柴の周りにいた若者たちには「大人にしちゃ話が分かる」と言われていた。「成長期にタバコはやるもんじゃない」と羽柴を諭し、彼の二十歳の誕生日にライターを贈っている。
澤田代議士の逮捕に執念を燃やしていた節があり、羽柴が警察官となった後にコンビを組み、1度は澤田代議士を追いつめるが、彼を庇って凶弾に倒れ、殉職する。

### 妹之山家
- 巨大財閥を構成している4人兄弟。両親は既に他界している。2巻までの時点で妹之山兄弟は続のみ登場。また、本作の妹之山兄弟と妹之山残などの妹之山財閥関係者との関係は不明。
- 妹之山兄弟は、その強い影響力を危惧する者から命を狙われる危険があるため、身内や、そのことを理解していても付き合ってくれる友人などに危害を加えられるなど、刃向かうような態度を示した者には（相手がどんな組織であろうと）、2度と刃向かうことができないように徹底した反撃をする。
- 苗字の由来はCLAMP（clamp = 芋の山）から。

妹之山始（いものやま はじめ）
8歳でその座を引き継いだ、妹之山財閥総帥にして長兄。癖のない黒髪を肩より少し下で切りそろえている。普段は穏やかだが、キレると続にさえ止められない。家族思いの青年で、佐々木がある人物に拉致されたのをきっかけに続がキレたことを察した際は、財閥内に損益を出さないようにと釘を刺した程度で、シンクタンクの優先順位を上げるなどのサポートをした。また、パンドラ事件では続がすべて背負ったため、混ぜてくれないのかと寂しがって、続をキレさせていた。
普段は着流しだが、仕事中はスーツ（すべてオーダーメイド）を着用。
12月24日生まれ。186cm、78kg。O型。趣味はお茶、読書、書道。特技はお花、日舞、香道。
妹之山続（いものやま つづく）
妹之山兄弟の次男。癖のある黒髪を伸ばし、うなじの辺りでくくっている。同性である澤田俊郎がドキッとするほどの美形。コンピュータによる情報処理のエキスパートにして、財閥の情報工学部門を仕切る。大学時代は心理学・精神科学を専攻していた頭脳派で、長兄の補佐役。ICBMが打ち込まれない限り安全と言い切れる巨大な研究施設を所有。
自称ポルノ作家で、普段は飄々としている。佐々木圭司とは学生時代の同級生であり、マンションで同居している。
高校時代に街でやくざ数人に絡まれ、そのほとんどを一撃で倒すが、そのうちの1人が切りつけて来たとき、足元に擦り寄ってきた子犬を守るためにそのナイフを避けなかったため、右目に大怪我を負う。偶然その光景を見ていた羽柴に助けられ、病院に搬送されたが、現在は視力をほとんど失っている。
澤田代議士のパーティに羽柴・佐々木とともに潜入するも、そのパーティは政敵達を抹殺する為の罠であったため、会場は仕掛けられていた爆弾で爆破される。その際に佐々木が続を庇い重傷を負ったため、その報復に澤田側の資金源を数箇所叩き潰した。また、アメリカのある人物に狙われており、彼をおびき出す餌として佐々木が使われた際は、伸ばしたままにしていた髪を切り、積極的に表舞台に出て一癖も二癖もある切れ者っぷりを発揮するなど、佐々木を大切に思っている様子。
11月14日生まれ。178cm、70kg。AB型。趣味は寝ること。特技はぐうたらすること。
妹之山終（いものやま おわる）
妹之山兄弟の三男。癖のない短髪。元気・陽気・豪気な体育会系。妹之山財閥セキュリティ部門の一環として個人名義の島に傭兵部隊クラスの人材を集めており、日常的に、広い自然の中でサバイバルゲームのような訓練をしたり、島に侵入しようとする者たちを撃退する（殺しはしない）。侵入者を撃退する際は副官とも言える男と共に作戦を立て、先陣を切る。また、この部下達は兄たちの要請に応じてボディーガードとしても動くことがある。主に続に教育されたため、兄達に頭が上がらない。澤田俊郎の最初の友達である。
幼い頃、秋子と共にスイスの別荘にいた時にテロリストの襲撃を受け、狙われた秋子を守るべく一人で表立って襲撃者から逃げ回る。その際、わき腹を大きくナイフでえぐられ、一時意識不明の重体になった。その時の大きな傷跡は「秋子を守りきった証」として誇りに思っている。
11月29日生まれ。172cm、62kg。B型。趣味はサバイバルゲーム。特技は格闘ゲーム。
妹之山秋子（いものやま しゅうこ）
妹之山兄弟の末子にして長女。終たちとは異母兄妹（母親は上の兄弟たちの教育係で、既に故人）だが、風貌は父親譲りで上の3人とよく似ている。澤田俊郎が終の元にやってきてからは島に入り浸る。普段から着物を着用しているため、おっとりした物言いと合わせて、一見すると優雅な深窓の令嬢だが、俊郎に「終と対等でいるためには強くなる覚悟が必要」と説くなど、芯はしっかりしている。
10月19日生まれ。162cm、47kg。B型。趣味はお茶、お菓子作り。特技は合気道。

### その他
澤田武志（さわだ たけし）
代議士。家族は息子1人のみ（妻に先立たれている）。しかし、亡くなった妻や自身を誤解から嫌う息子をこよなく愛している。
「現代版大東亜共栄圏」の結成を構想しているという発言はあるものの、何を考えているかわからない。だが、息子・俊郎がその策に関わってきたと知って、彼が動きやすいようにするなど、いろいろな手段で罠をめぐらせている。
5月20日生まれ。180cm、75kg。B型。趣味は若者育成。特技は情報収集。
高木美也（たかぎ みや）
澤田代議士のブレーンにして、策略家の女性。佐々木を気に入っている。
堤雅也（つつみ まさや）
澤田代議士の第1秘書。かつて澤田代議士が羽柴と伊達に追い詰められた時、羽柴を射殺しようとして彼を庇った伊達を射殺した張本人。羽柴のビリヤードの腕を知っている。2巻で高木の策に嵌まり、ビル爆破の犯人とされた。その後、逃げ込むようにしてやって来た澤田代議士の別邸で続の情報を元にやって来た羽柴に追い詰められ、その目の前で拳銃自殺。
澤田俊郎（さわだ としろう）
澤田代議士の長男。連載再開後の3巻から登場するが、ドラマCD発売時点で既に登場が予定されており、当初の設定では「矢萩俊郎」だった（矢萩姓は母親の旧姓として登場）。
最初は長い前髪に隠れてよく見えなかったがくりくりとした大きな目が特徴で、羽柴に「めだぬき」と評された。このニックネームは野添をはじめ、続や終、秋子にも伝染する。ひょんなことから世界を揺るがす新種のウイルス「P・ウイルス」のデータ所持者となり、世界各国のマフィアに追われる。2ヶ月もの単身逃亡中に出会った羽柴に拾われ、佐々木や野添、妹之山続以下の妹之山兄弟と知り合う。
続の研究所での知能テストによれば「IQは軽く200を越す」天才で、状況判断能力に優れており、終の島へ預けられてからは地図を見ただけで最短ルートを割り出し、追っ手の追尾ルートまで想定して逃げる。獣医になるため北大を志望しているが、父に反対され、18歳の時に家を飛び出して実家に連れ戻されないよう各地を転々としながら進学資金を貯める為のバイトに明け暮れていた。動物に警戒を抱かせないという稀有な人物。運動は苦手なほうだったが、終の元に預けられ、傭兵たちと共に訓練を繰り返すうちに鍛えられてきた。自身は世界中で一番可哀想だと思い込み、父親が自分を憎んでいると誤解していて可哀想がって貰いたがり、異なる意見を聞くと「俺の苦しみがわからないんだ」と自己憐憫の言葉を吐く。しかし、終に自身の甘えとその問題点を指摘され、漸く間違いに気づく。
父親の関係者である研究者・加山と親しく、彼とだけは常に連絡を取っており、ある日連絡を受けて会いに行く。しかし薬を盛られて眠らされ、気づいた時には辺りが火の海であり、彼に促されるまま逃げ出すのがやっとだった。眠らされている間に、加山が研究中に偶然生み出した「P・ウイルス」のデータを潜在意識に刷り込む、という形で彼から託されていた。終の島で託されたデータの解析に成功した後は、自分の存在自体が武器であり、切り札であると諭され、伸ばしっぱなしにしていた髪を切った。以降、終に感化されて少しずつ前を向き始める。
7月1日生まれ。169cm、50kg。A型。趣味はバイト。特技は逃げ足が速いこと。
加山寛（かやま ひろし）
府中にある、澤田代議士が関わっている研究所の研究者。バイオ工学関係の専門家で、偶然、後々「P・ウイルス」と呼ばれることになるウイルスの設計図を生み出す。悩んだ挙げ句、ワクチンのヒントとともに、そのデータを代議士の息子である澤田俊郎に託すが、それを狙ってきた者が研究所に火を放ったため、彼を外に逃がした後で遭遇した襲撃者に射殺され、その遺体は研究所と共に燃やされてしまう。
やっこ
声 - こおろぎさとみ
その道では有名なハッカーで情報屋。度々、羽柴に情報を提供する。妹之山銀行に口座を開いており、情報料はそこに振り込まれる。パソコンオタクの幼稚園児であることは一部の人間にしか知られていない。但し、続は知っている。ドラマCDでは「やすこ」として登場。
銀行強盗
声 - 塩屋浩三
原作第1話に登場した強盗。黒い野球帽にサングラス、マスクといういでたちで、ライフルを構えて周辺の人物を脅すが、ATMの前でその光景を目撃した羽柴に声をかけられ、金を奪えずにバイクで逃走。しかし、直後に鳴り響いた非常ベルに気づいた佐々木が機転を利かせて車を裏口に回したため、合流して追跡していた羽柴に拳銃でタイヤを撃たれ、パンクさせられた上で逮捕される。全治3ヶ月の大怪我を負った。
ドラマCDの1話目にも登場。東日本銀行池袋支店の閉店間際に登場し、窓口の女子行員を脅して金を奪おうとするが、偶然そこにいた羽柴に声をかけられ、合流した佐々木の威嚇射撃で返り討ちに遭い、あっさりと捕まる。その後は、恐怖による放心状態で事情聴取が不可能となる。

## 用語
P・ウイルス
澤田代議士と関わりを持つ研究者・加山寛が、今までに治療法が見つかっていないウイルスのワクチンを研究中に偶然生み出した新種のウイルス。「P」は「パンドラ」の頭文字。そのゲノムとワクチン作成のヒントはデータ化され、ある手段でもって密かに澤田俊郎に託される。
通信傍受によってその初期情報を得た海外の財閥系の関係者は「都市型のコンピュータ・ウイルス」だと予測していた。しかし、実際は「人類を3代前後で滅ぼすことも可能だろう」と言われるほどに強力な「遺伝子書き換え型」のウイルスであったことが、データを見た続や佐々木によって明らかになる。羽柴と続は澤田はウイルスの実態について把握しているのではないかと考える。

## 単行本
| タイトル             | 発売日        | ISBN                | 出版社 | レーベル                    | 名義             |
| -------------------- | ------------- | ------------------- | ------ | --------------------------- | ---------------- |
| Combination 1        | 1991年7月     | ISBN 978-4334801298 | 光文社 | 光文社コミックス            | 聖りいざ / CLAMP |
| Combination 2        | 1992年4月     | ISBN 978-4334801564 | 光文社 | 光文社コミックス            | 聖りいざ / CLAMP |
| Combination 3        | 1996年12月    | ISBN 978-4334803414 | 光文社 | 光文社コミックス            | 聖りいざ         |
| Combination 4        | 1999年2月     | ISBN 978-4334804466 | 光文社 | 光文社コミックス            | 聖りいざ         |
| Combination 5        | 2000年8月     | ISBN 978-4334805050 | 光文社 | 光文社ガールズコミックス    | 聖りいざ         |
| Combination 6        | 2004年9月     | ISBN 978-4334806118 | 光文社 | 光文社ガールズコミックス    | 聖りいざ         |
| COMBINATION volume.1 | 2009年5月26日 | ISBN 978-4778011048 | 小学館 | ジュディーコミックス クリエ | 聖りいざ         |
| COMBINATION volume.2 | 2009年6月26日 | ISBN 978-4778011055 | 小学館 | ジュディーコミックス クリエ | 聖りいざ         |
| COMBINATION volume.3 | 2009年7月24日 | ISBN 978-4778011062 | 小学館 | ジュディーコミックス クリエ | 聖りいざ         |

## CD カセット
『COMBINATION』（1991年8月21日発売、キングレコード）
ドラマCDはCLAMP時代に発売された。CDはCLAMP単独表記でありドラマ部分の脚本は大川七瀬の担当。CDのブックレットにも「大川七瀬版のCOMBINATION」と説明があり、妹之山続はCDには登場していない。
インスト楽曲と歌がドラマ部の合間に1曲ずつ挟まれる構成。歌手は山浦克己。

## 書籍
COMBINATION　F（A/U）N　BOOK（光文社）
2000年9月に第5巻と同時発売。描き下ろしカラーイラストや公式キャラクターファイル、期間限定のWEBサイトで行われた人気投票の結果など「COMBINATION」の情報が満載されている。
モノクロコミックでは、高校時代の羽柴と伊達の出会いや、羽柴と佐々木が伊達の墓参りをする様子が描かれている。カラーコミックでは佐々木と続の出会い（本編で続が羽柴に語っているものとはずいぶん違う）が佐々木の回想として描かれている。また、それぞれの紹介欄に、「将来に渡ってコミックスに収録されることはない」と明記されている（後に小学館版に収録される）。登場人物の項のキャラクタープロフィールは本書より流用。